# Lijst van planetoïden 18801-18900
Dit is een lijst van planetoïden 18801-18900. Voor de volledige lijst zie de lijst van planetoïden.
Stand per 21 maart 2022. Afgeleid uit data gepubliceerd door het Minor Planet Center.
| Naam                  | Voorlopige naamgeving | Datum ontdekking  | Ontdekker                 |
| --------------------- | --------------------- | ----------------- | ------------------------- |
| (18801) Noelleoas     | 1999 JO76             | 10 mei 1999       | LINEAR                    |
| (18802) -             | 1999 JR76             | 10 mei 1999       | LINEAR                    |
| (18803) Hillaryoas    | 1999 JH77             | 12 mei 1999       | LINEAR                    |
| (18804) -             | 1999 JS77             | 12 mei 1999       | LINEAR                    |
| (18805) Kellyday      | 1999 JX77             | 12 mei 1999       | LINEAR                    |
| (18806) Zachpenn      | 1999 JX79             | 13 mei 1999       | LINEAR                    |
| (18807) -             | 1999 JL85             | 14 mei 1999       | LINEAR                    |
| (18808) -             | 1999 JP85             | 15 mei 1999       | LINEAR                    |
| (18809) Meileawertz   | 1999 JP86             | 12 mei 1999       | LINEAR                    |
| (18810) -             | 1999 JF96             | 12 mei 1999       | LINEAR                    |
| (18811) -             | 1999 KJ1              | 18 mei 1999       | K. Korlević               |
| (18812) Aliadler      | 1999 KT13             | 18 mei 1999       | LINEAR                    |
| (18813) -             | 1999 KH15             | 20 mei 1999       | LINEAR                    |
| (18814) Ivanovsky     | 1999 KJ17             | 20 mei 1999       | LONEOS                    |
| (18815) -             | 1999 LT8              | 8 juni 1999       | LINEAR                    |
| (18816) -             | 1999 LW25             | 9 juni 1999       | LINEAR                    |
| (18817) -             | 1999 LF32             | 15 juni 1999      | Spacewatch                |
| (18818) Yasuhiko      | 1999 MB2              | 21 juni 1999      | T. Okuni                  |
| (18819) -             | 1999 NK8              | 13 juli 1999      | LINEAR                    |
| (18820) -             | 1999 NS9              | 13 juli 1999      | LINEAR                    |
| (18821) Markhavel     | 1999 NW9              | 13 juli 1999      | LINEAR                    |
| (18822) -             | 1999 NL19             | 14 juli 1999      | LINEAR                    |
| (18823) Zachozer      | 1999 NS20             | 14 juli 1999      | LINEAR                    |
| (18824) Graves        | 1999 NF23             | 14 juli 1999      | LINEAR                    |
| (18825) Alicechai     | 1999 NO23             | 14 juli 1999      | LINEAR                    |
| (18826) Leifer        | 1999 NG24             | 14 juli 1999      | LINEAR                    |
| (18827) -             | 1999 NA26             | 14 juli 1999      | LINEAR                    |
| (18828) -             | 1999 NT27             | 14 juli 1999      | LINEAR                    |
| (18829) -             | 1999 NE30             | 14 juli 1999      | LINEAR                    |
| (18830) Pothier       | 1999 NZ35             | 14 juli 1999      | LINEAR                    |
| (18831) -             | 1999 NP37             | 14 juli 1999      | LINEAR                    |
| (18832) -             | 1999 NV42             | 14 juli 1999      | LINEAR                    |
| (18833) -             | 1999 NT53             | 12 juli 1999      | LINEAR                    |
| (18834) -             | 1999 NN55             | 12 juli 1999      | LINEAR                    |
| (18835) -             | 1999 NK56             | 12 juli 1999      | LINEAR                    |
| (18836) Raymundto     | 1999 NM62             | 13 juli 1999      | LINEAR                    |
| (18837) -             | 1999 NY62             | 13 juli 1999      | LINEAR                    |
| (18838) Shannon       | 1999 OQ               | 18 juli 1999      | L. Šarounová, P. Kušnirák |
| (18839) Whiteley      | 1999 PG               | 5 augustus 1999   | J. Broughton              |
| (18840) Yoshioba      | 1999 PT4              | 8 augustus 1999   | T. Okuni                  |
| (18841) Hruška        | 1999 RL3              | 6 september 1999  | J. Tichá, M. Tichý        |
| (18842) -             | 1999 RB22             | 7 september 1999  | LINEAR                    |
| (18843) Ningzhou      | 1999 RK22             | 7 september 1999  | LINEAR                    |
| (18844) -             | 1999 RU27             | 8 september 1999  | K. Korlević               |
| (18845) Cichocki      | 1999 RY27             | 7 september 1999  | H. Mikuž                  |
| (18846) -             | 1999 RB28             | 8 september 1999  | Kleť                      |
| (18847) -             | 1999 RJ32             | 9 september 1999  | K. Korlević               |
| (18848) -             | 1999 RH41             | 13 september 1999 | LINEAR                    |
| (18849) -             | 1999 RK55             | 7 september 1999  | LINEAR                    |
| (18850) -             | 1999 RO81             | 7 september 1999  | LINEAR                    |
| (18851) Winmesser     | 1999 RP84             | 7 september 1999  | LINEAR                    |
| (18852) -             | 1999 RP91             | 7 september 1999  | LINEAR                    |
| (18853) -             | 1999 RO92             | 7 september 1999  | LINEAR                    |
| (18854) -             | 1999 RJ102            | 8 september 1999  | LINEAR                    |
| (18855) Sarahgutman   | 1999 RQ112            | 9 september 1999  | LINEAR                    |
| (18856) -             | 1999 RT116            | 9 september 1999  | LINEAR                    |
| (18857) Lalchandani   | 1999 RE117            | 9 september 1999  | LINEAR                    |
| (18858) Tecleveland   | 1999 RO117            | 9 september 1999  | LINEAR                    |
| (18859) -             | 1999 RM130            | 9 september 1999  | LINEAR                    |
| (18860) -             | 1999 RL133            | 9 september 1999  | LINEAR                    |
| (18861) Eugenishmidt  | 1999 RW166            | 9 september 1999  | LINEAR                    |
| (18862) Warot         | 1999 RE183            | 9 september 1999  | LINEAR                    |
| (18863) -             | 1999 RC191            | 11 september 1999 | LINEAR                    |
| (18864) -             | 1999 RQ195            | 8 september 1999  | LINEAR                    |
| (18865) -             | 1999 RQ204            | 8 september 1999  | LINEAR                    |
| (18866) -             | 1999 RA208            | 8 september 1999  | LINEAR                    |
| (18867) -             | 1999 RX223            | 7 september 1999  | CSS                       |
| (18868) -             | 1999 TD101            | 2 oktober 1999    | LINEAR                    |
| (18869) -             | 1999 TU222            | 2 oktober 1999    | LINEAR                    |
| (18870) -             | 1999 US13             | 29 oktober 1999   | CSS                       |
| (18871) Grauer        | 1999 VQ12             | 11 november 1999  | C. W. Juels               |
| (18872) Tammann       | 1999 VR20             | 8 november 1999   | S. Sposetti               |
| (18873) Larryrobinson | 1999 VJ22             | 13 november 1999  | M. Abraham, G. Fedon      |
| (18874) Raoulbehrend  | 1999 VZ22             | 8 november 1999   | S. Sposetti               |
| (18875) -             | 1999 VT39             | 11 november 1999  | Spacewatch                |
| (18876) Sooner        | 1999 XM               | 2 december 1999   | J. M. Roe                 |
| (18877) Stevendodds   | 1999 XP7              | 4 december 1999   | C. W. Juels               |
| (18878) -             | 1999 XD118            | 5 december 1999   | CSS                       |
| (18879) -             | 1999 XJ143            | 15 december 1999  | C. W. Juels               |
| (18880) Toddblumberg  | 1999 XM166            | 10 december 1999  | LINEAR                    |
| (18881) -             | 1999 XL195            | 12 december 1999  | LINEAR                    |
| (18882) -             | 1999 YN4              | 28 december 1999  | LINEAR                    |
| (18883) Domegge       | 1999 YT8              | 31 december 1999  | M. Abraham, G. Fedon      |
| (18884) -             | 1999 YE9              | 30 december 1999  | K. Korlević               |
| (18885) -             | 2000 AH80             | 5 januari 2000    | LINEAR                    |
| (18886) -             | 2000 AN164            | 5 januari 2000    | LINEAR                    |
| (18887) Yiliuchen     | 2000 AP1              | 7 januari 2000    | LINEAR                    |
| (18888) -             | 2000 AV246            | 7 januari 2000    | Spacewatch                |
| (18889) -             | 2000 CC28             | 8 februari 2000   | LINEAR                    |
| (18890) -             | 2000 EV26             | 9 maart 2000      | LINEAR                    |
| (18891) Kamler        | 2000 EF0              | 8 maart 2000      | LINEAR                    |
| (18892) -             | 2000 ET137            | 9 maart 2000      | LINEAR                    |
| (18893) -             | 2000 GH1              | 2 april 2000      | Starkenburg               |
| (18894) -             | 2000 GF42             | 5 april 2000      | LINEAR                    |
| (18895) -             | 2000 GJ108            | 7 april 2000      | LINEAR                    |
| (18896) -             | 2000 GN113            | 6 april 2000      | LINEAR                    |
| (18897) -             | 2000 HG30             | 28 april 2000     | LINEAR                    |
| (18898) -             | 2000 JX               | 1 mei 2000        | LINEAR                    |
| (18899) -             | 2000 JQ2              | 3 mei 2000        | K. Korlević               |
| (18900) -             | 2000 LD12             | 4 juni 2000       | LINEAR                    |